# Тэйвз, Кай
Кай Тэйвз (яп. テーブス海; род. 17 сентября 1998, Токио) — японский профессиональный баскетболист, выступающий за команду «Алварк Токио» из Би лиги. Играет на позиции разыгрывающего защитника. Участник летних Олимпийских игр 2024 года в Париже в составе сборной Японии.

## Ранняя жизнь
Отец Тэйвза, профессиональный баскетбольный тренер Би Ти Тэйвз, научил его основам игры. Тэйвз называл Аллена Айверсона своим любимым баскетболистом. Тэйвз учился в японской старшей школе прежде чем переехать в США. В Америке Тэйвз два года учился в школе Нортфилд Маунт Эрмон в Массачусетсе. В своём последнем сезоне Тэйвз помог команде выиграть 31 игру при всего 4 поражениях, это позволило выиграть чемпионат Новой Англии в своей возрастной категории.

## Карьера в NCAA
Тэйвз поступил в Университет Северной Каролины в Уилмингтоне, где играл за команду «УСК Уилмингтон Сихокс». По результатам первого сезона он был включен с символическую сборную новичков конференции CAA. По ходу второго сезона в NCAA, 21 декабря 2019 года, после матча с «Вандербильт Комодорс», Тэйвз объявил, что уходит из университетской команды, чтобы стать профессиональным игроком, это стало большим сюрпризом для тренера команды.

## Профессиональная карьера

### Уцуномия Брекс (2020—2022)
10 января 2020 года Тэйвз подписал профессиональный контракт с клубом «Уцуномия Брекс» из японской Би лиги.

### Сига Лейкс (2022—2023)
13 июня 2022 года Тэйвз подписал контракт с «Сига Лейкс» на сезон 2022/2023.

### Алварк Токио (2023—настоящее время)
30 июня 2023 года Тэйвз подписал контракт с «Алварк Токио».

## Национальная сборная
Тэйвз выступал за юношеские и молодёжные сборные Японии до 15 и до 19 лет. В 2019 году Тэйвз выступал за сборную Японии на товарищеском Кубке Уильяма Джонса, где занял 3-е место.
В официальных матчах за взрослую сборную Японии Тэйвз дебютировал в квалификации к чемпионату мира 2023 года и помог сборной отобраться на мировое первенство, однако не попал в состав на сам турнир. Первым крупным турниром для Тэйвза стал Кубок Азии 2022 года, где он провёл 5 матчей, в которых в среднем набирал 2,8 очка за 10 минут игрового времени.
Тэйвз попал в окончательный список игроков для участия на летних Олимпийских играх 2024 года в Париже, на самом турнире Тэйвз сыграл всего 5 с небольшим минут и отличился только 1 подбором.

## Личная жизнь
Двоюродный брат Кая — Джонатан Тэйвз — двукратный Олимпийский чемпион по хоккею с шайбой в составе сборной Канады, выступал за «Чикаго Блэкхокс» в Национальной хоккейной лиге с 2007 по 2023 год.

## Статистика

### Статистика в NCAA
| Сезон | Команда        | Conf  | Class | GP | GS | MPG  | FG%  | 3P%  | FT%  | RPG | APG | SPG | BPG | PPG |
| --- | -------------- | ----- | ----- | -- | -- | ---- | ---- | ---- | ---- | --- | --- | --- | --- | --- |
| 2018/19 | УСК Уилмингтон | CAA   | FR    | 33 | 32 | 30,7 | 40,5 | 24,3 | 75,6 | 2,6 | 7,7 | 0,5 | 0,0 | 8,8 |
| 2019/20 | УСК Уилмингтон | CAA   | SO    | 13 | 12 | 26,5 | 31,0 | 33,3 | 69,2 | 2,1 | 4,3 | 0,7 | 0,0 | 5,5 |
| Всего | Всего          | Всего | Всего | 46 | 44 | 29,5 | 38,2 | 26,8 | 74,7 | 2,4 | 6,7 | 0,6 | 0,0 | 7,9 |
| Наведите курсор мыши на аббревиатуры в заголовке таблицы, чтобы прочесть их расшифровку Статистика приведена с сайта sports-reference.com |                |       |       |    |    |      |      |      |      |     |     |     |     |     |

### Статистика в других лигах
| Сезон | Команда        | Лига    | GP  | GS  | MPG  | FG%  | 3P%  | FT%   | RPG | APG | SPG | BPG | PFL | TOV | PPG  |
| --- | -------------- | ------- | --- | --- | ---- | ---- | ---- | ----- | --- | --- | --- | --- | --- | --- | ---- |
| 2019/20 | Уцуномия Брекс | Би лига | 12  | 0   | 10,2 | 50,9 | 35,0 | 100,0 | 0,8 | 1,8 | 0,2 | 0,0 | 1,1 | 0,6 | 5,8  |
| 2020/21 | Уцуномия Брекс | Би лига | 67  | 3   | 15,5 | 37,7 | 29,7 | 68,1  | 1,6 | 2,5 | 0,5 | 0,0 | 1,7 | 1,2 | 5,6  |
| 2021/22 | Уцуномия Брекс | Би лига | 54  | 16  | 18,5 | 34,8 | 30,3 | 75,0  | 1,9 | 2,9 | 0,6 | 0,0 | 1,6 | 1,3 | 5,6  |
| 2022/23 | Сига Лейкс     | Би лига | 48  | 48  | 30,3 | 37,2 | 29,2 | 71,9  | 3,7 | 6,9 | 0,9 | 0,0 | 1,5 | 2,9 | 12,4 |
| 2023/24 | Алварк Токио   | Би лига | 63  | 63  | 26,6 | 40,3 | 33,2 | 71,1  | 2,2 | 4,7 | 0,8 | 0,1 | 2,3 | 1,6 | 10,7 |
| Всего | Всего          | Всего   | 244 | 130 | 21,7 | 38,3 | 30,9 | 71,5  | 2,2 | 4,0 | 0,7 | 0,0 | 1,8 | 1,6 | 8,3  |
| Наведите курсор мыши на аббревиатуры в заголовке таблицы, чтобы прочесть их расшифровку Статистика приведена с сайта basketball.realgm.com |                |         |     |     |      |      |      |       |     |     |     |     |     |     |      |